# 富士川漻
富士川 漻（ふじかわ きよし（富士川 きよし）、1890年12月29日 - 1978年9月13日）は、韓国海苔の生産向上に貢献した日本の水産学者。
1890年12月29日広島県沼田郡安村（広島市安佐南区）生まれ。東京帝国大学水産学科卒業後、1919年から朝鮮総督府勤務。同水産試験場主任技師として水産養殖、加工研究に従事。特に海苔養殖と加工で独自の養殖技術を開発、生産量を向上させた。朝鮮半島での海苔養殖が盛んになるのは、日本が韓国併合した1910年前後からで、広島出身者を中心に多くの民間養殖業者が渡航、移住し日本式の養殖技術が導入され各地に広まった。しかし品質に問題があったため、富士川ら学者・技術者がこれの改善、品質の均一化等の研究を進めた。こうして1928年頃、苦心の末、浮きヒビ養殖法の創案に成功。これは朝鮮在来のスダレヒビよりヒントを得たもので、割竹を編み吊杭木にかけ、潮の干満により浮動できるもので、従来のものより遥かに収量が多く、たちまち各地に普及し生産量を飛躍的に伸ばした。この功績により1941年、朝鮮文化功労賞が授与された。また富士川が試験地を置いた忠清南道瑞山郡安眠島中場里大也島の現地住民は、その効果を享受した感謝の念から1942年、功績を讃える記念碑を大也島の海辺に建てている。しかしながらこの記念碑は現在は破壊されて無いとされる。同年「アマノリに関する研究」で日本農学賞受賞。
富士川はその後も駐留米軍の要請で、戦後も韓国に残り技術指導を続けた後、1948年帰国。広島大学水畜産学部教授として迎えられ後進の指導にあたった。また比治山女子短期大学教授等を務めながら水産化学、製造学の研究を続け、福山市芦田川河口や岡山県児島湾等で海苔養殖技術を指導。その後、福岡県に招聘されると福岡県水試有明海水産試験場を設立し、有明海の海苔養殖の基礎を築いた。富士川の開発した養殖法は西日本各地で普及したが、これは朝鮮製法が日本へ逆輸入した珍しい例としても知られる。
また朝鮮の試験場で富士川ら共に研究をしていた倉掛武雄が、終戦後帰国し研究を続け海苔網の冷蔵保存方法を確立。これは現在も海苔養殖の基本技術の一つとして全国で行なわれている。